# Alle lieben Jimmy
Alle lieben Jimmy war eine Ethno-Comedy-Serie im Fernsehprogramm von RTL. Produziert wurde die Serie von der Bavaria Film GmbH.

## Handlung
Jimmy, eigentlich Cemil, lebt zusammen mit seiner Familie in einer Neukirchener Villa. Sein Vater Metin ist Bauunternehmer, seine Mutter Gül ist Hausfrau. Weiterhin leben noch seine Schwestern Leyla und Fatma mit im Haushalt, wobei Leyla den neuesten Modetrends hinterherläuft und Fatma sich sozial engagiert. Jimmys bester Freund Ben ist täglich zu Besuch. Zudem fühlt sich Ben, da er so oft bei Familie Arkadas ist, wie der zweite Sohn. In der Familie kommt es öfter zu Konflikten, wobei in der Serie das humoristische Element des Streits nach Art einer Sitcom herausgestellt wird.
In der Pilotfolge ist Jimmy gerade volljährig geworden und soll ein Auto von seiner Großmutter Aynur geschenkt bekommen. Diese besteht darauf, dass Jimmy sich vorher beschneiden lässt. Das möchte Jimmy nun gar nicht.
Die Familie wird, entgegen oft verbreiteten Klischees über Türken im deutschen Fernsehen, als voll integriert dargestellt. Alle Familienmitglieder sprechen weitgehend akzentfreies Hochdeutsch, nur ab und zu ist mal ein kurzer türkischer Satz zu hören.

## Episodenliste

### Erste Staffel
| Nr. (Gesamt) | Nr. (Staffel) | Folgentitel         | Erstausstrahlung |
| ------------ | ------------- | ------------------- | ---------------- |
| 1            | 1             | Weniger ist mehr    | 21. April 2006   |
| 2            | 2             | Kaum gestohlen      | 28. April 2006   |
| 3            | 3             | Die nackte Wahrheit | 5. Mai 2006      |
| 4            | 4             | Big Boss            | 12. Mai 2006     |
| 5            | 5             | Große Freiheit      | 19. Mai 2006     |
| 6            | 6             | Andersrum           | 2. Juni 2006     |
| 7            | 7             | Gut getürkt         | 9. Juni 2006     |
| 8            | 8             | Wünsch dir was      | 16. Juni 2006    |

### Zweite Staffel
| Nr. (Gesamt) | Nr. (Staffel) | Folgentitel             | Erstausstrahlung  |
| ------------ | ------------- | ----------------------- | ----------------- |
| 9            | 1             | Meine Lunge gehört mir  | 16. März 2007     |
| 10           | 2             | Der Pornostar           | 16. März 2007     |
| 11           | 3             | Mit den Waffen der Frau | 23. März 2007     |
| 12           | 4             | Steile Karriere         | 23. März 2007     |
| 13           | 5             | Aufpoliert              | 13. April 2007    |
| 14           | 6             | Französin für Anfänger  | 13. April 2007    |
| 15           | 7             | Geist ist geil          | 20. April 2007    |
| 16           | 8             | Total gaga              | 20. April 2007    |
| 17           | 9             | Herr im Haus            | 27. November 2008 |

## Ausstrahlung
Die Pilotfolge wurde am 21. April 2006 ab 21:45 Uhr auf RTL ausgestrahlt wurde. Eine unvollständige Auflistung gemessener Einschaltquoten und Marktanteile der ersten Staffel veranschaulicht folgende Tabelle:
| Datum                  | Zuschauer | Zuschauer       | Marktanteil | Marktanteil     | Quellen |
| Datum                  | Gesamt    | 14 bis 49 Jahre | Marktanteil | Marktanteil     | Quellen |
| Datum                  | Gesamt    | 14 bis 49 Jahre | Gesamt      | 14 bis 49 Jahre | Quellen |
| ---------------------- | --------- | --------------- | ----------- | --------------- | ------- |
| 21. April 2006         | 3,14 Mio. | 2,04 Mio.       | 11,3 %      | 18,1 %          | [ 1 ]   |
| 28. April 2006         | 2,58 Mio. | –               | 9,2 %       | 14,5 %          | [ 2 ]   |
| 5. Mai 2006            | 2,57 Mio. | 1,73 Mio.       | –           | 17,7 %          | [ 3 ]   |
| 19. Mai 2006           | –         | –               | –           | 16,9 %          | [ 4 ]   |
| 9. Juni 2006           | –         | –               | –           | 10,7 %          | [ 5 ]   |
| 16. Juni 2006 (Finale) | –         | –               | –           | 11,9 %          | [ 6 ]   |

Die zweite Staffel startete am 16. März 2007 mit der Ausstrahlung einer Doppelfolge ab 21:15 Uhr.
| Datum                                | Zuschauer             | Zuschauer             | Marktanteil   | Marktanteil     | Quellen |
| Datum                                | Gesamt                | 14 bis 49 Jahre       | Marktanteil   | Marktanteil     | Quellen |
| Datum                                | Gesamt                | 14 bis 49 Jahre       | Gesamt        | 14 bis 49 Jahre | Quellen |
| ------------------------------------ | --------------------- | --------------------- | ------------- | --------------- | ------- |
| 16. März 2007 (Doppelfolge)          | 2,42 Mio. / 2,09 Mio. | 1,45 Mio. / 1,43 Mio. | 7,8 % / 7,5 % | 12,1 % / 12,7 % | [ 6 ]   |
| 13. April 2007 (Doppelfolge)         | 1,92 Mio. / 2,02 Mio. | 0,99 Mio. / –         | 6,7 % / 7,7 % | 9,3 % / 12,2 %  | [ 7 ]   |
| 20. April 2007 (Doppelfolge, Finale) | – / –                 | 1,0 Mio. / –          | – / –         | 9,0 % / 10,0 %  | [ 8 ]   |

## Trivia
- Die Serie wurde bereits 2005 unter dem Arbeitstitel Halbmond über Neukirchen gedreht und produziert.[9]
- In der Türkei wurde die Serie unter dem Titel Cemil Oldu Jimmy (türkisch: "Cemil wird zu Jimmy") erfolglos auf Kanal D ausgestrahlt.
- Die Serie wurde für viele Fernsehpreise nominiert: Deutscher Fernsehpreis 2006, Rose d’Or 2007[10], Prix Europa 2007 und International Emmy Award 2007[11]